# Johannes Climacuskerk

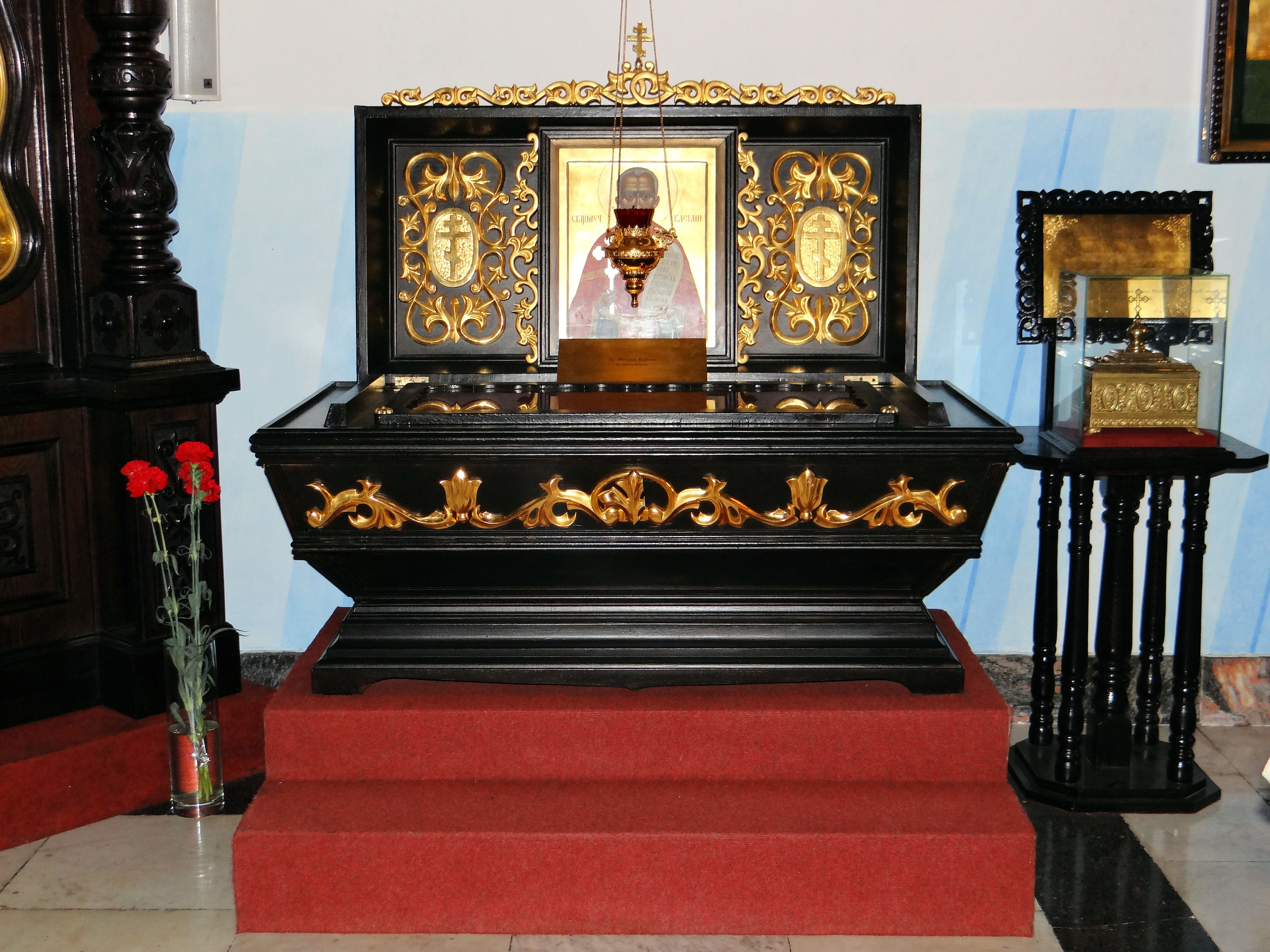
de relikwieën van Bazyli Martysz

De Sint-Johannes Climacuskerk (Pools: Cerkiew św. Jana Klimaka) is een Pools-Orthodoxe kerk in de Warschause wijk Wola. Het is een neo-Byzantijns kerkgebouw in het bisdom Warschau-Bielsko, ontworpen door de architect Vladimir Pokrovsky. De kerk is opgedragen aan Sint-Johannes Climacus en het ontwerp gebaseerd op de 17e-eeuwse kerken van Rostov Veliki. De kerk vormt een toegang tot het orthodoxe kerkhof en wordt ommuurd door ijzeren hekken. De kerk werd van 1903 tot 1905 op initiatief van en bekostigd door de aartsbisschop van Warschau Hieronymus (Ilya Tikhonovich Ekzemplarskii), als begraafplaats voor zijn zoon Ivan en de toekomstige kerkhiërarchie gebouwd. De kerk werd twee weken na het overlijden van de aartsbisschop gewijd, door zijn collega Nikander uit Vilnius en de bisschop van Chełm, genaamd Eulogeos. Bij die begrafenis waren zowel joden, rooms-katholieken en orthodoxen aanwezig. Verder werd de kerk gebouwd om de Polen in het keizerrijk in het gareel te houden en vormde ondersteuning voor de eveneens in Wola gelegen geconfisqueerde Sint-Laurentiuskerk. Vader Antoni Rudlewski, van de Pools-Orthodoxe Kerk van de Drie-eenheid verzorgde ook in deze parochie zo nu en dan vieringen.
De orthodoxe parochie werd in het interbellum geassocieerd met de eerdere Russische overheersing, Veel orthodoxe kerken werden daarom gesloopt, gesloten of overgenomen door de Rooms-Katholieke Kerk in Warschau, buiten de twee eerder genoemde kerken. De Sint-Johannes Climacuskerk is alleen tussen 1915 en 1919 gesloten geweest. Op het verzoek van priester Antoni Rudlewski kwam priester Jan Kowalenko ook naar Warschau om de parochie in Wola onder zijn hoede te nemen. Vader Kowaleko gaf het initiatief om de klokkentoren te laten bouwen in 1931. Samen met de Maria Magdalena-kathedraal in Praga en de orthodoxe Kerk van de Drie-eenheid waren dit de enige drie orthodoxe kerken die nog in Warschau waren te vinden. In de Jan Climacuskerk is de in 1923 vermoorde metropoliet Jerzy Jaroszewski begraven.
Tijdens de Opstand van Warschau tijdens de Tweede Wereldoorlog werd door het Derde Rijk, als repressie voor deze opstand tegen de bezetter het Bloedbad van Wola aangericht bij zowel deze kerk als de nabij gelegen Sint-Laurentiuskerk. Bij de Crimacuskerk vonden onder andere de priester van de kerk en zijn gezin de dood en de kinderen in het weeshuis dat door deze kerk werd gerund. De kerk diende tijdens deze opstand ook als schuilplaats voor de burgerbevolking van Warschau. Verder maakte de Wehrmacht zich schuldig aan plundering en vernieling van kerkgoederen, zoals het stelen van de kerkklokken.
Priester Aleksander Czubuk-Podolski werd eind 1945 de nieuwe rector van de parochie en diende tot 1948.
In de jaren 1960 werd de kerk volledig gerenoveerd. In 1964 werd de façade en de koepel aangepakt. In 1966 werd het interieur van het gebouw gerestaureerd. In hetzelfde decennium organiseerde de parochie, religieus onderwijs in de Orthodoxe leer voor schoolgaande kinderen. In 1968 werd er ingebroken in de kerk en een aantal historische iconen en orthodoxe voorwerpen gestolen.
In 1977 werden de lagere delen van de kerk gerenoveerd en in december 1978 werd het gebouw opnieuw in gebruik genomen. In 1980 werden de fresco's in de hogere delen van de kerk, na zeven jaar renovatie voltooid. In 1987 werd de oudere structuur van de klokkentoren vervangen, deze werd ontworpen door Michał Sandowicz. In 1988 was er een groot feest in de kerk, ter ere van de millenniumviering van de doop van Vladimir van Kiev herdacht, deze doop markeerde het begin van de Russisch-Orthodoxe kerk. Bij dit feest waren naast orthodoxe geestelijken, ook vertegenwoordigers van andere christelijke kerken aanwezig. Een plaquette in de kerk herdenkt het evenement.
In de jaren 1990 werden verdere reparaties uitgevoerd, waaronder de restauratie van fresco's in het bovenste gedeelte van de kerk. Op 5 december 1999 werd na de voltooiing van het werk, de kerk opnieuw gewijd door de metropoliet van Warschau, Sawa van Warschau die tevens leider is van de Pools-Orthodoxe Kerk is.
In 2009 werd aan de westkant van het gebouw een gedenkplaat onthuld ter ere van orthodoxe gelovigen die stierven tijdens de Tweede Wereldoorlog.
De kerk bezit vroeg-20e-eeuwse iconen en bezit sinds 2003, de relikwieën van Bazyli Martysz.